# Грахово-об-Бачі
Грахово-об-Бачі (словен. Grahovo ob Bači) — поселення в общині Толмин, Регіон Горишка, Словенія. Висота над рівнем моря: 313, 1 м. Розташоване на річці Бача.